# フォートナム&メイソン

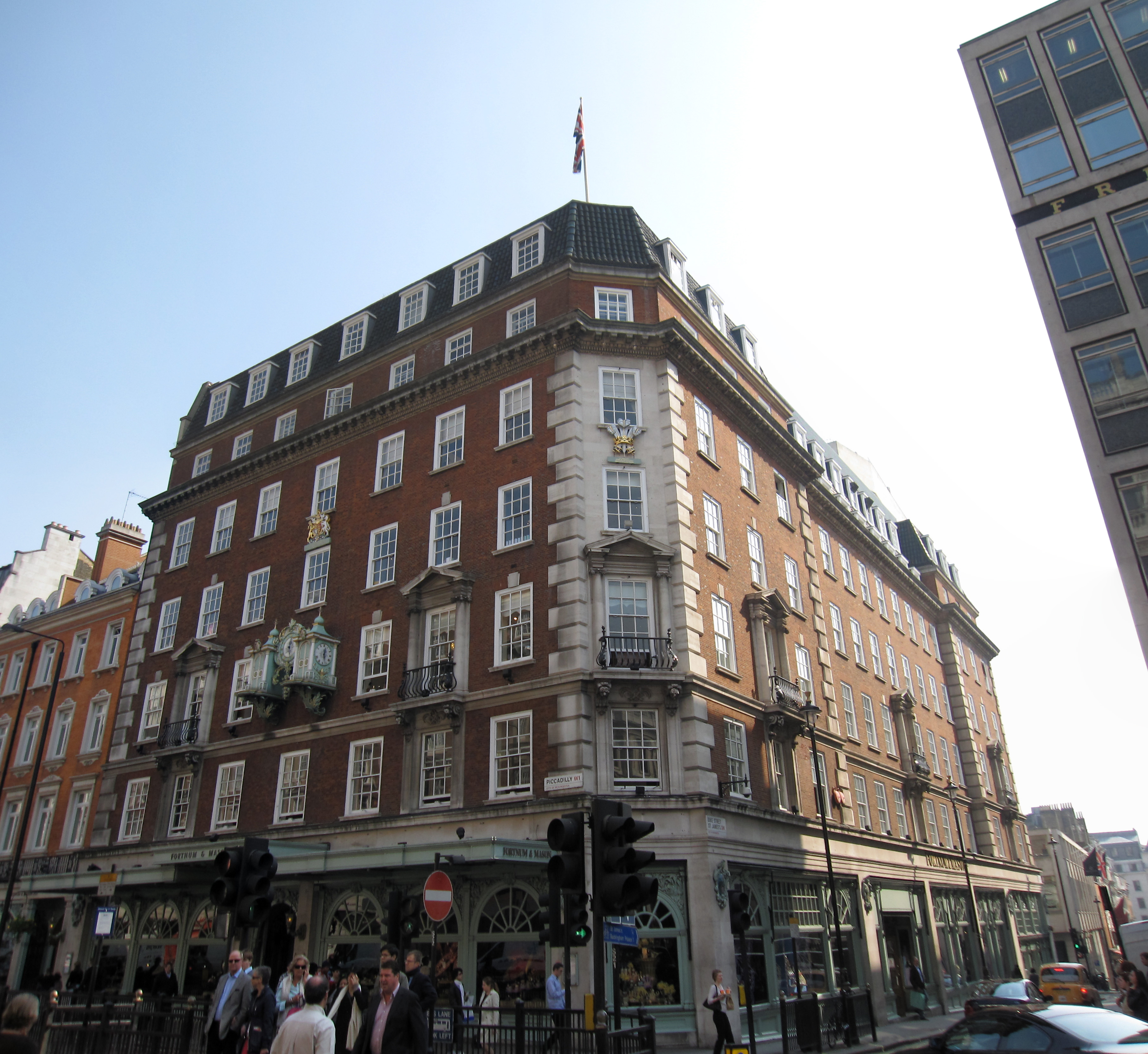
フォートナム&メイソンのピカデリー本店

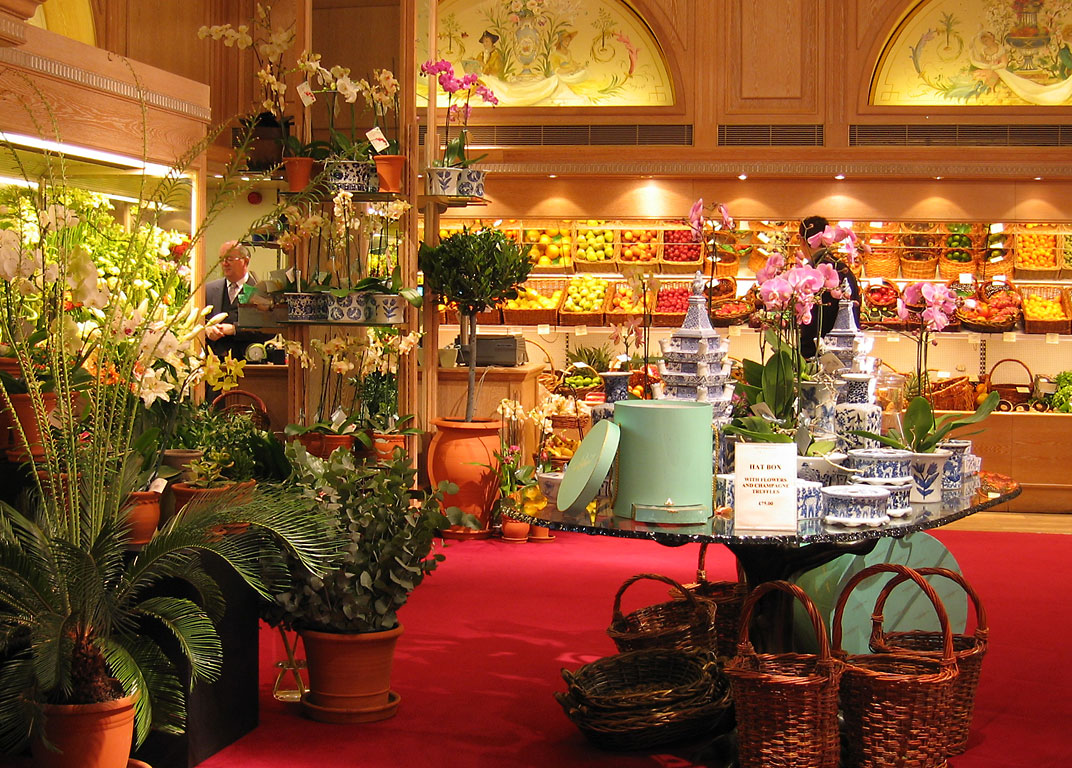
フォートナム&メイソンの地階にある花と青果の売り場

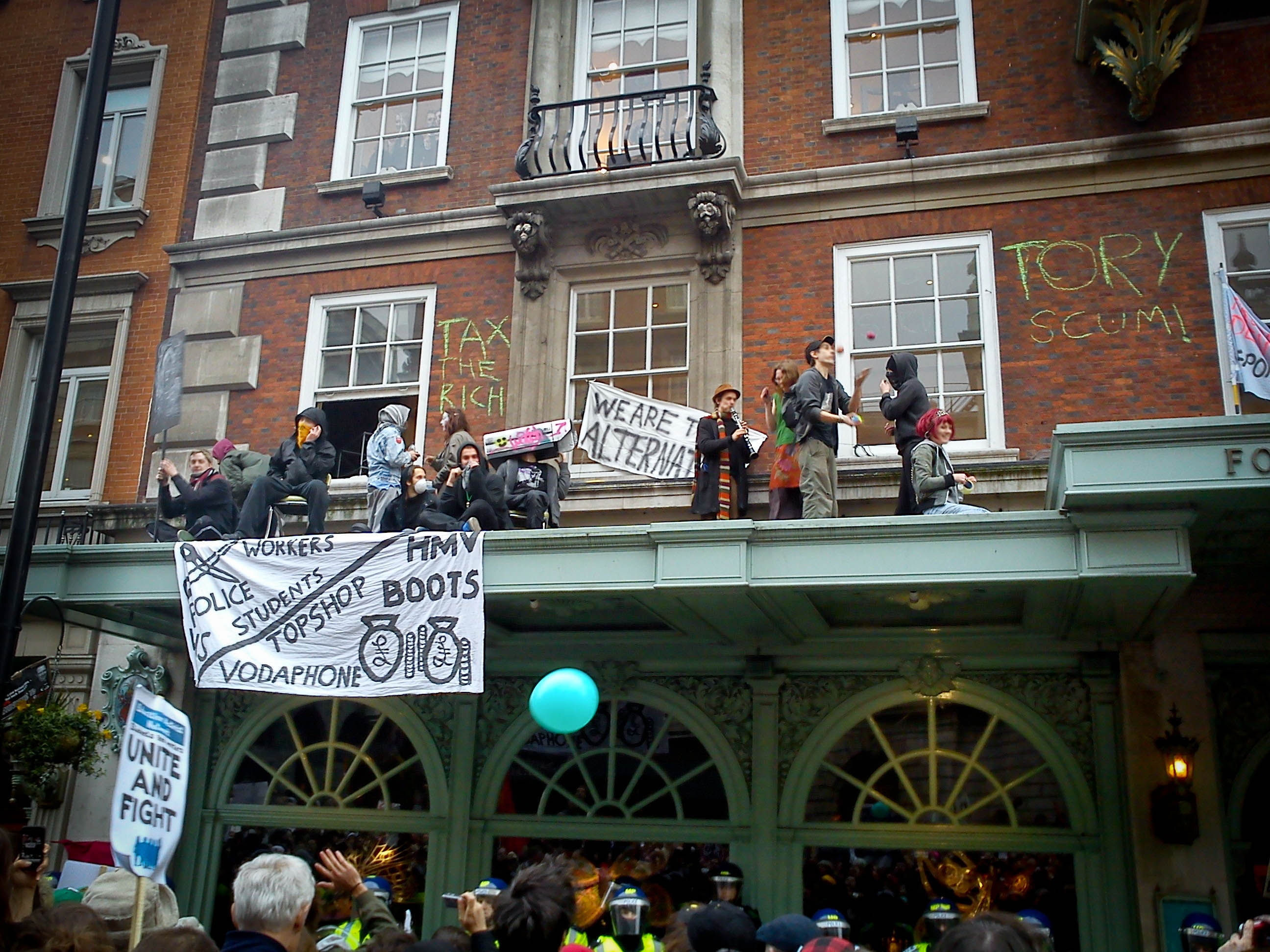
店舗入口のポーチ屋根を占拠したアンチカット抗議行動の参加者ら（2011年3月）

フォートナム&メイソン (Fortnum & Mason) はイギリスのロンドンを拠点とする老舗百貨店。しばしばフォートナムズ (Fortnum's) と略される。ウィリアム・フォートナムとヒュー・メイソンにより1707年に創業し、本店はピカデリーにある。ウィッティントン・インベストメンツが社を保有している。日本にも2つの支店を有している。
フォートナム&メイソンは質の高い商品を販売することで知られ、国際的にもその認知度は高い。過去150年以上にわたってイギリス王室から王室御用達の店舗として認定されている。
食品雑貨店として創業したフォートナムズは高品質の食品を供することでヴィクトリア時代を通して急速に評判を高めた。総合百貨店にまで発展した今日においても、外国の食材や特産品から"基本的な"食品までの様々な食料品を中心とした品揃えに重点を置いている。また、紅茶の販売でも有名である。

## 競合企業
世界のグルメ商品や高級食品（主に紅茶商品）に関して、フォートナム & メイソンと競合する主な企業は、ロンドンのハロッズとハーヴェイ・ニコルズの他、イングランド北部のベティーズ・アンド・テイラーズ・オブ・ハロゲート、パリのマリアージュ・フレール、ダマン・フレール、クスミティー、エディアール、フォションである。

## ギャラリー

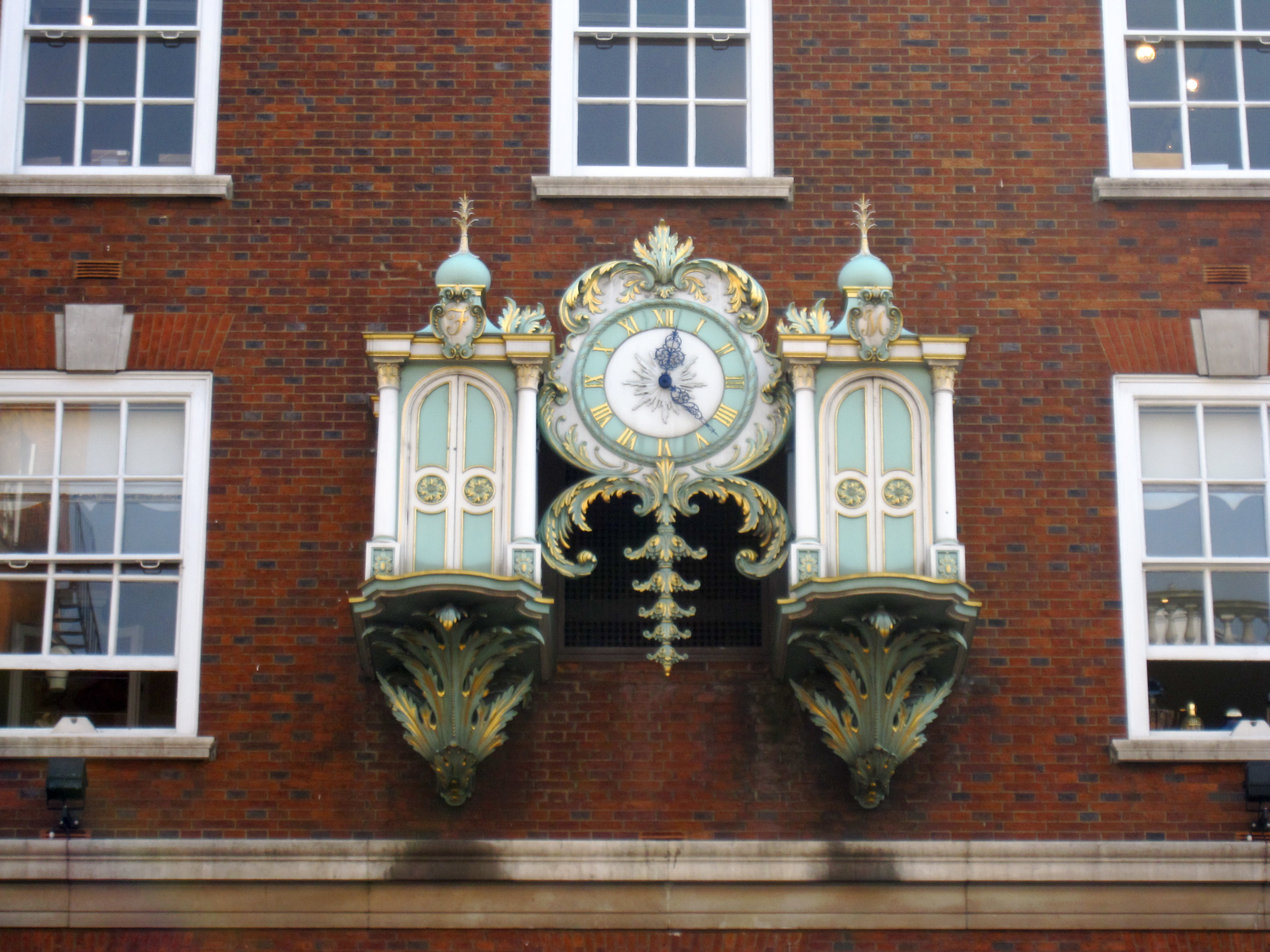
本店のファサードに設置されている有名な時計
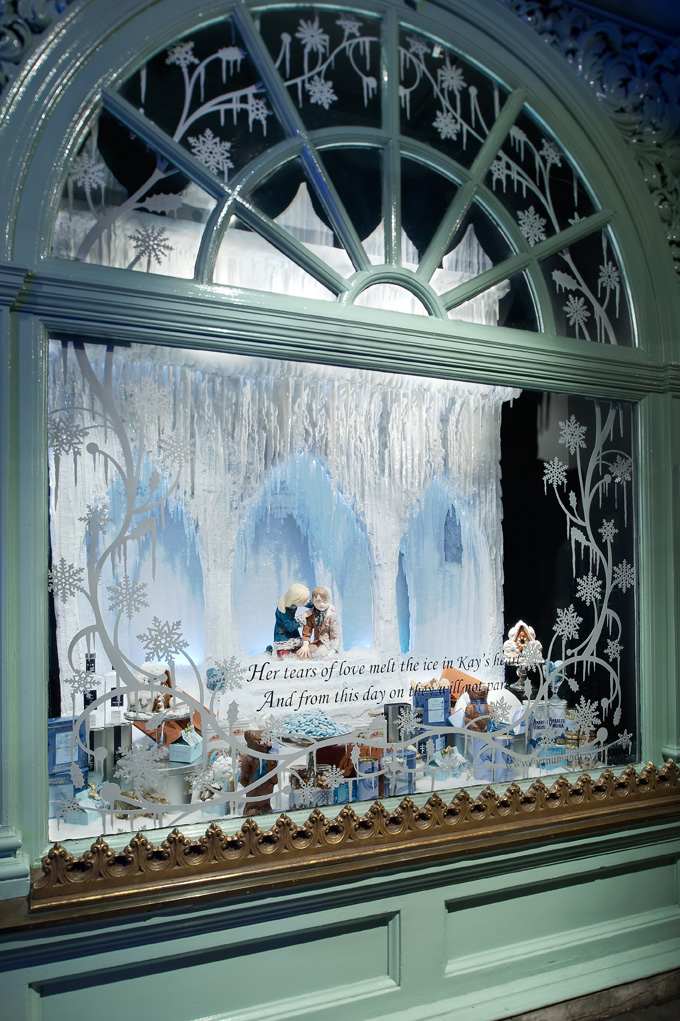
フォートナム & メイソンのウィンドウ
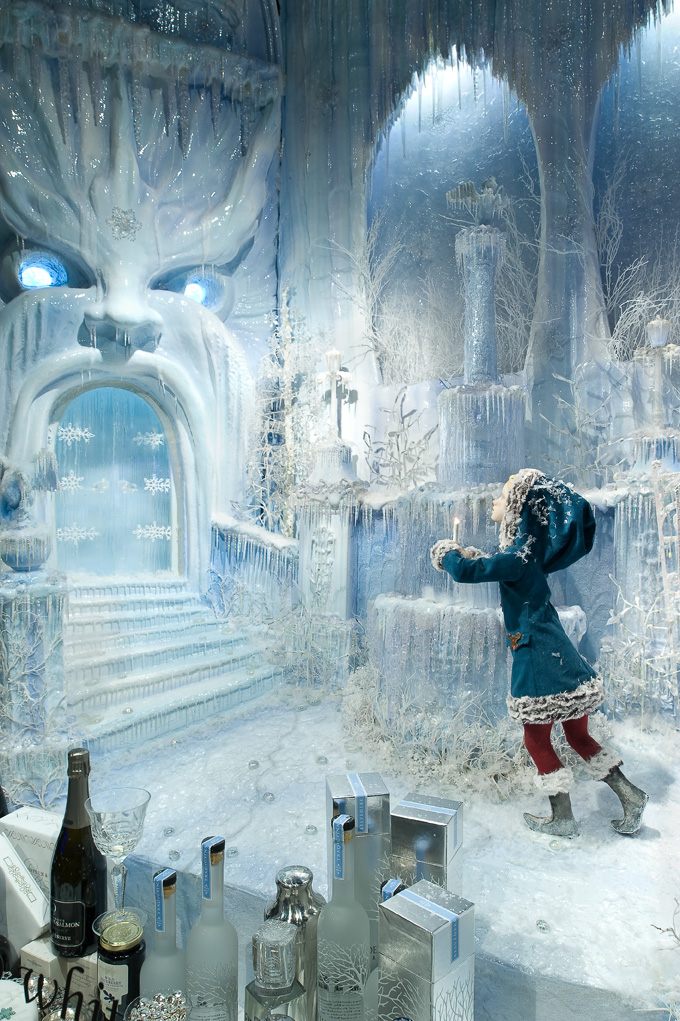
フォートナム & メイソンのウィンドウ